# 北京交通大学附属小学
北京交通大学附属小学，简称交大附小，是中国北京市海淀区的一所小学，成立于1968年，原名海淀区向阳小学，2000年更名为北方交通大学附属小学。2007年6月与北下关小学合并，2017年改为现名，目前现任校长为郑云宏。2023年11月加入交大附中教育集团。

## 知名校友
- 周悦希、周悦含，中国女子田径运动员
- 童漠男，中国脱口秀演员